# Rana amurensis
Rana amurensis är en groddjursart som beskrevs av George Albert Boulenger 1886. Rana amurensis ingår i släktet Rana och familjen egentliga grodor. Arten förekommer i Väst- och Östsibirien, ryska fjärran östern, norra och centrala Mongoliet, nordöstra Kina och norra Nordkorea. Den är främst en låglandsart som finns i låglänta områden, upp till omkring 600 meter över havet.
Tidigare betraktades Rana coreana som förekommer i södra Nordkorea och Sydkorea ofta som en underart till Rana amurensis, som Rana amurensis coreana. Men morfologiska och genetiska analyser av Song et al. (2006) har stött R. coreana som en egen art, om än nära besläktad med R. amurensis.
Färgteckningen på ryggsidan är gråaktig till gråbrun med små svarta fläckar. Öronfläckarna är stora. På var sida om ryggen finns ljusa band som sträcker sig från ögat och bakåt mot kloaken. Skinnet på sidor och lår är knottrigt, knottrorna är ofta rödaktiga. Buksidan är vit eller vitgulaktig med stora, oregelbundna och delvis ihopgående röda fläckar, det kan också finnas mörka fläckar. Det rödfläckiga mönstret på magen börjar framträda under andra levnadsåret.
Arten lever både på land och i vatten och förekommer i många slags miljöer, från barrskog till blandskog och lövskog, buskmarker och gräsmarker. Mest vanlig är den i öppna, fuktiga miljöer så som våtängar, i skogsgläntor, våtmarker, vid sjöstränder, flodstränder, flodslätter. Den finns norrut så lång som till 72°N och söderut till 52°N, till kanten av tundran och skogsstäppzonerna. På Sachalin finns den i tuvmyrsliknande våtmarker.
Fortplantningen och grodynglens utveckling sker i grunda sjöar, dammar, våtmarker, pölar, diken och andra liknande stilla vatten. Parningen sker under våren, i mars eller april i de mildare sydligare delarna, eller i maj något längre norrut och först i början på juli i de kallaste nordliga delarna, av utbredningsområdet. Grodynglen blir fullt utvecklade grodor i juni till augusti, beroende på klimat. Övervintringen kan ske i bottendyn i sjöar, floder och dammar och andra liknande vattensamlingar. Grodorna kan bli 5-11 år gamla.
Grodynglen äter huvudsakligen alger, men också växtdelar, detritus och små akvatiska ryggradslösa djur. Vuxna grodor äter huvudsakligen landlevande ryggradslösa djur, men ibland också akvatiska sådana, bland annat vattenlevande insekter och insektslarver.
IUCN kategoriserar arten globalt som livskraftig.